# Big Lake (Minnesota)
Big Lake is een plaats (city) in de Amerikaanse staat Minnesota, en valt bestuurlijk gezien onder Sherburne County.

## Demografie
Bij de volkstelling in 2000 werd het aantal inwoners vastgesteld op 6063.
In 2006 is het aantal inwoners door het United States Census Bureau geschat op 9323, een stijging van 3260 (53,8%).

## Geografie
Volgens het United States Census Bureau beslaat de plaats een oppervlakte van
11,3 km², waarvan 9,3 km² land en 2,0 km² water. Big Lake ligt op ongeveer 284 m boven zeeniveau.

## Plaatsen in de nabije omgeving
De onderstaande figuur toont nabijgelegen plaatsen in een straal van 16 km rond Big Lake.